# Сандфорд Флеминг
Сър Санфорд Флеминг (на английски: Sandford Fleming) е шотландски-канадски инженер и изобретател.
Роден и израснал в Шотландия, той емигрира в колониална Канада на 18-годишна възраст. Популяризира стандартните часови зони по целия свят, нулевия меридиан и използването на 24-часов часовник като ключов елемент за показване на точното време, което води до създаването на координираното универсално време. Той проектира първата пощенска марка на Канада, оставя огромен брой материали, свързани с геодезията и картографията, създава голяма част от Междуколониалната железница и Канадската тихоокеанска железница. Става член-основател на Кралското общество на Канада и основател на Канадския институт – научна организация в Торонто.